# Vronerodepark
Het Vronerodepark of Gewestpark Vronerode (Frans: Parc Fond'Roy) is een landelijke ruimte in Ukkel in het Brussels Hoofdstedelijk Gewest. Het natuurgebied van 7 hectare 43 are omvat een oude boerderij (gebouwd ergens tussen 1810 en 1837), weiden, een boomgaard en aangrenzend bos, gelegen tussen de Jacques Pasturlaan en de Oude Molenstraat. De boerderij wordt gebruikt voor pedagogische activiteiten rond de natuur en het leven op de boerderij. Het gebied is erkend als zone Natura 2000 vanwege zijn ecologische waarde.

## Geschiedenis
De naam Vronerode (Frans: Fond'Roy) betekende in de Middeleeuwen "terrein ontgonnen door lijfeigenen". De naam dook voor de eerste maal op in de twaalfde eeuw waarbij vermeld werd dat Godfried I, landgraaf van Brabant en graaf van Leuven, het Vronerodebos aan de abdij van Vorst schonk. Het bos bleef eigendom van de abdij tot 1794 toen de paters het grootste deel van hun bezittingen waaronder de 52 hectare van Vronerode verkochten aan de gemeente. In 1809 zorgde een decreet van Napoleon ervoor dat de bossen gingen deel uitmaken van het staatdomein Fond'Roy dat toen een onderdeel van het Zoniënwoud was.
Vanaf 1815 tijdens de Nederlandse overheersing kwamen de Ukkelse bossen terug in privéhanden toen Willem I ze schonk aan de Algemene Maatschappij der Nederlanden die in 1830 na de onafhankelijkheid van België zijn naam veranderde in Generale Maatschappij van België. Het gebied werd verkocht aan baron Goswin de Stassart, voorzitter van de Belgische senaat. Het bos werd grotendeels ontgonnen en omgebouwd tot landbouwgebied en bouwpercelen waar onder andere het huidige psychiatrisch ziekenhuis Clinique Fond'Roy (het vroegere sanatorium Fort Jaco) gebouwd werd.
Het Brussels Gewest kocht in 1991 de boerderij, weilanden, de boomgaard en het klein bos waarna in 1999 na renovatie het huidige Vronerodepark ontstond. Renovaties door Leefmilieu Brussel in 1999 vormde de oude boerderij om tot een kinderboerderij, de hoeve van Ukkel.

## Beschrijving
Het Vronerodepark heeft zijn landelijk karakter uit de negentiende eeuw behouden met een boomgaard, bos, weilanden, moerassen en moestuintjes en wordt doorkruist door een kasseiweg. In het midden van het domein staat een blokhoeve met een didactische moestuin en weilanden. In het westelijk deel van het park ligt een moerassige zone. Een van de bronnen van de Geleitsbeek ligt in het park, vlak bij een kleine waterloop, de Rodebeek genaamd.
In het oosten ligt een boomgaard van circa een hectare tegen een lichte helling waar appelbomen, pruimenbomen en perenbomen staan. Een deel van het park dat aan de Jacques Pasturlaan grenst is begroeid met redelijk oude bomen.

## Flora
Het Vronerodepark is onderdeel van de bossen en open gebieden in het zuiden van het Brussels Gewest, een habitatrichtlijngebied van Natura 2000 dat onder andere het behoud van de natuurlijke habitat van elf vleermuissoorten garandeert. 
Een aantal bomen in het park hebben het statuut van merkwaardige boom, zoals een taxus baccata, twee tulpenbomen, twee rode beuken en een schijncipres. Langs de dreef staan oude notelaars.
In de hooiweide groeien onder de fruitbomen een gemengde vegetatie van grasachtige en tweelobbige planten, specifiek voor het bodemtype en de naar het noordoosten gerichte helling.